# شیطان اسم دارد
شیطان اسم دارد (به انگلیسی: The Devil Has a Name) فیلمی محصول سال ۲۰۱۹ و به کارگردانی ادوارد جیمز آلموس است. در این فیلم بازیگرانی همچون دیوید استراترن، کیت باسورث، پابلو شرایبر، ادوارد جیمز آلموس، کیتی اسلتون، هالی جوئل آزمنت، آلفرد مولینا، مارتین شین و مایکل هوگان ایفای نقش کرده‌اند.